# 缬氨霉素
缬氨霉素（Valinomycin）是一种抗生素。
缬氨霉素是由數種鏈黴菌屬細胞分離而得，像是S. tsusimaensis和S. fulvissimus。
缬氨霉素會將鉀離子包住，使之疏水性大增，可以穿越細胞膜。缬氨霉素-鉀離子複合物的平衡常數高達106，而相對的其鈉離子複合物的平衡常數僅有10。這種差異造成其特殊的生理意義。

## 结构
缬氨霉素是一種離子載體，因為他不帶有任何殘基電荷。它由重复三次的D-纈胺酸、L-纈胺酸、D-α-羟基异戊酸盐，和L-乳酸環狀結合，分子間彼此由胺基和酯基結合。結構中的十二個羰基使他可以緊緊抓住中間的金屬離子，且可溶於極性溶劑當中，而當中的異丙基和甲基則使之可溶於非極性溶劑當中。

且對於鉀離子有高度選擇性，不會接受電性及化性相仿的鈉離子。
缬氨霉素的特性來自於他特殊的形狀，他是一個八面體，就像兩個組合起來的金字塔。鉀離子再經過通道時，必須先去水合（也就是離開原先包覆它的水分子）。K+在當中會被纈胺酸的6個羰基牢牢抓住，而鉀離子在當中的空間約為1.33Å，相對的如果包的是鈉離子的話，則空間只有0.95Å，明顯地比離子通道小，代表鈉離子形成離子鍵的能量高過其水合能，無法與胺基酸形成有效的離子鍵結。這導致缬氨霉素對於鉀離子的選擇性比鈉離子大了 10,000 倍。缬氨霉素在極性溶劑中會將羰基暴露在結構表面，而在非極性溶劑則會將羰基包在結構裡面，異丙基露在外面。

## 應用
有研究指出缬氨霉素可能可以治療冠狀病毒感染Vero E6细胞所造成的急性呼吸道疾病。
缬氨霉素還可作為鉀離子選擇電極的易構重組劑。
由於此物質為一種離子載體，可以在實驗中用於摧毀細胞的電位梯度。

## 外部連結
- Chemical Safety Regulations from New Jersey Department of Health.
- Health information on Scorecard （页面存档备份，存于）.
- Valinomycin （页面存档备份，存于） from Fermentek.
- Pesticide Properties DataBase (PPDB) record for Valinomycin